# Cryptosporiopsis radicicola
Cryptosporiopsis radicicola är en svampart som beskrevs av Kowalski & C. Bartnik 1995. Cryptosporiopsis radicicola ingår i släktet Cryptosporiopsis och familjen Dermateaceae.   Inga underarter finns listade i Catalogue of Life.